# 筏経法
筏 経法（いかだ つねのり）は、戦国時代の武将。安芸国の国人・吉川氏の一門。父は吉川氏当主である吉川経基。

## 生涯
安芸国の国人・吉川氏当主である吉川経基の六男として生まれる。安芸国山県郡筏津を本拠とし、「筏」の名字を名乗った。
永禄12年（1569年）9月10日に死去。
その後の筏氏は、江戸時代には岩国領主・吉川氏の家臣として続いた。